# Coincy (Moselle)
Coincy település Franciaországban, Moselle megyében. Lakosainak száma 326 fő (2022. január 1.). Coincy Ars-Laquenexy, Marsilly, Metz, Nouilly, Vantoux és Ogy-Montoy-Flanville községekkel határos.

## Népesség
A település népességének változása:
| Lakosok száma | 107  | 202  | 272  | 310  | 304  | 310  | 313  | 326  | 325  | 326  |
|               | 1968 | 1982 | 1990 | 2006 | 2013 | 2015 | 2017 | 2019 | 2020 | 2022 |